# Dobrognewa van Kiev
Dobrognewa van Kiev ook bekend onder de naam Maria Dobroniega (circa 1012 - 1087) was een prinses uit het Kievse Rijk die van 1040 tot 1058 hertogin-gemalin van Polen was. Ze behoorde tot het huis Ruriken.

## Levensloop
Dobrognewa van Kiev was een van de jongere kinderen van grootvorst Vladimir van Kiev. De identiteit van haar moeder wordt betwist. Haar vader was namelijk zeven keer getrouwd en had verschillende kinderen, zowel wettige als onwettige.
In 1040 huwde zij met hertog Casimir I van Polen. Casimir I hoopte namelijk via het Kievse Rijk meer steun te krijgen in zijn positie als hertog van Polen. Casimir had al twee vergeefse pogingen gedaan om de Poolse troon op te eisen. Met de steun van grootvorst Jaroslav de Wijze van Kiev slaagde Casimir er wel in om een succesvolle opeisingspoging te doen en in 1039 werd hij hertog van Polen. Om de alliantie tussen Polen en Kiev te doen voortbestaan, sloot Casimir I een huwelijk met Dobrognewa.
Ze kregen volgende kinderen:
- Boleslaw II (circa 1041 - 1081/1082), van 1058 tot 1079 hertog en koning van Polen.
- Wladislaus I Herman (1043 - 1102), van 1079 tot 1102 hertog van Polen.
- Mieszko (1045 - 1065)
- Otto (1046 - 1048)
- Swatawa (1048 - 1126), huwde met hertog Vratislav II van Bohemen.

In 1058 overleed Casimir I van Polen. Hierna werd Dobrognewa's oudste zoon Boleslaw II de nieuwe hertog en later koning van Polen. Hoewel Boleslaw II beschouwd wordt als een van de meest capabele heersers uit het huis Piasten, werd hij in 1079 afgezet en in 1081 of 1082 stierf hij in ballingschap. Dobrognewa zelf stierf in 1087, rond de leeftijd van 75 jaar.
- Nationale Bibliotheek van Polen: a0000002188961
- Virtual International Authority File: 8338151778238418130001